# Luca Brecel
Luca Brecel (Dilsen-Stokkem, 8 de março de 1995) é um jogador de snooker da Bélgica, profissional desde 2011.

## Carreira
Em abril de 2009, aos 14 anos, tornou-se o mais jovem campeão juvenil da Europa, competição de snooker para menores de 19 anos. 
Em maio de 2009 participou no torneio World Series of Snooker disputado em Portimão, Portugal, onde bateu Jimmy White por 4-3, e o ex-campeão mundial Ken Doherty por 5-3, perdendo nos quartos de final por 4-5 contra Graeme Dott.
É também o mais novo jogador de sempre a qualificar-se para o Campeonato Mundial de Snooker, feito que conseguiu aos 17 anos e 1 mês, em 2013.
Venceu o Campeonato Mundial de Snooker de 2023 vencendo na final o inglês Mark Selby por 18-15.

## Títulos
Para o ranking mundial
- China Championship - 2017
- Campeonato mundial de snooker - 2023